# Telesto (satelit)
Telesto /te'les.to/ este un satelit al lui Saturn. A fost descoperit de Smith, Reitsema, Larson și Fountain în 1980 din observații de la sol și a fost denumit provizoriu S/1980 S 13.  În lunile următoare au fost observate alte câteva apariții: S/1980 S 24,  S/1980 S 33,  și S/1981 S 1. 
În 1983 a fost numit oficial după Telesto din mitologia greacă. Este, de asemenea, denumit ca Saturn XIII sau Tethys B.
Telesto este coorbital cu Tethys, stând în punctul lagrangian anterior al lui Tethys (L4). Această relație a fost identificată pentru prima dată de Seidelmann și colab. în 1981.  Un alt satelit, Calypso, se află în celălalt punct lagrangian al Tethys, la 60 de grade în cealaltă direcție față de Tethys. Sistemul saturnian mai are doi sateliți troieni suplimentari.

## Explorare
Sonda Cassini a efectuat un zbor la distanță al lui Telesto pe 11 octombrie 2005. Imaginile rezultate arată că suprafața sa este surprinzător de netedă, lipsită de cratere mici.

## Citații
1. ↑  
NASA Celestia
Arhivat în 9 martie 2005, la Wayback Machine.
2. 1 2  Thomas 2010.
3. ↑  Hamilton.
4. ↑  IAUC 3466.
5. ↑  IAUC 3484.
6. ↑  IAUC 3605.
7. ↑  IAUC 3593.
8. ↑  Seidelmann Harrington et al. 1981.